# Vysoké nad Jizerou
Vysoké nad Jizerou (niem. Hochstadt an der Iser) − miasto w Czechach, w kraju libereckim. 
Według danych z 1 stycznia 2024, liczba mieszkańców miasta wynosi 1329 osób (1155. miejsce w kraju wśród miejscowości; 557. miejsce wśród miast).

## Demografia
| Rok             | 1970  | 1980  | 1991  | 2001  | 2003  | 2008  | 2016  | 2024  |
| --------------- | ----- | ----- | ----- | ----- | ----- | ----- | ----- | ----- |
| Liczba ludności | 1 676 | 1 508 | 1 417 | 1 353 | 1 363 | 1 329 | 1 284 | 1 329 |

Źródło: Czeski Urząd Statystyczny